# Casa di bambola (film 1973 Garland)
Casa di bambola (A Doll's House) è un film del 1973 diretto da Patrick Garland, basato sull'omonima opera teatrale di Henrik Ibsen (1879).

## Trama
Nora Helmer, la protagonista, è sposata con l'autoritario e dispotico Torvald Helmer. La coppia ha una relazione ragionevolmente felice fino a quando le azioni passate e le forze esterne fanno sì che Nora si renda conto che la sua situazione potrebbe non essere così idilliaca come pensava una volta.